# Natori (1922)
Natori (jap. 名取) – japoński krążownik lekki z okresu międzywojennego i II wojny światowej, trzecia jednostka typu Nagara. Zwodowany 16 kwietnia 1922 roku, wszedł do służby w Dai-Nippon Teikoku Kaigun (Cesarska Marynarka Wojenna Wielkiej Japonii) 15 września 1922 roku. Okręt brał udział w wojnie chińsko-japońskiej i walkach na Pacyfiku, w tym bitwie w Cieśninie Sundajskiej. Został zatopiony 18 sierpnia 1944 roku w wyniku ataku torpedowego amerykańskiego okrętu podwodnego w pobliżu ujścia cieśniny San Bernardino.
Uzbrojenie główne stanowiło początkowo siedem pojedynczych dział kalibru 140 mm. Wyporność standardowa krążownika wynosiła 5170 ts, a długość 162,15 m. Napęd stanowiły cztery zespoły turbin, do których parę dostarczało dwanaście kotłów, pozwalające na osiągnięcie maksymalnej prędkości wynoszącej 36 węzłów.

## Zamówienie i budowa
„Natori” powstał jako trzecia jednostka z serii krążowników lekkich typu Nagara – stanowiących rozwinięcie znajdujących się jeszcze wówczas w budowie jednostek typu Kuma. Okręty te powstały na mocy decyzji dowództwa Japońskiej Marynarki Wojennej z roku 1917 o budowie ośmiu krążowników o wyporności normalnej wynoszącej 5500 ts. W 1918 roku zamówienie poszerzono o dodatkowe trzy okręty. W ten sposób Flota Cesarska zyskała pięć okrętów typu Kuma oraz sześć jednostek typu Nagara, których przedstawicielem był właśnie „Natori”. Okręty obu typów wybudowano w tym samym układzie kadłuba i rozwiązań technologicznych zastosowanych przy budowie krążowników. W stosunku do okrętów reprezentujących projekt Kuma, krążowniki typu Nagara miały większy pomost bojowy, który zyskał kilka dodatkowych kondygnacji, oraz wyrzutnie torpedowe większego kalibru.
Nazwa dla nowo budowanego krążownika została nadana 17 lipca 1919 roku. Stępkę pod budowę „Natori” położono 14 grudnia 1920 roku w stoczni Mitsubishi w Nagasaki; jednostka otrzymała numer stoczniowy 338. Wodowanie krążownika odbyło się 16 kwietnia 1922 roku, zaś uroczyste wprowadzenie do służby miało miejsce 15 września 1922 roku w mieście Sasebo.

## Opis

### Skrócony opis konstrukcji
Kadłub krążowników typu Nagara miał 162,15 m długości całkowitej, zaś na linii wodnej długość wynosiła 156,65 m. Szerokość jednostki wynosiła 14,17 m, natomiast jej zanurzenie wynosiło 4,85 m. Wyporność standardowa wynosiła 5170 ts, zaś normalna 5690 ts. Pełna wyporność okrętów tego typu po modernizacji w 1936 roku wynosiła 7737–7997 ton. Załoga jednostki liczyła nominalnie 450 osób, w tym 37 oficerów. W przypadku, kiedy okręt miał pełnić funkcję okrętu flagowego, to zaokrętowane było na nim dodatkowych 27 osób (w tym 5 oficerów).
„Natori” napędzany był przez cztery zespoły turbin parowych systemu Parsonsa, do których parę dostarczało dwanaście kotłów opalanych paliwem płynnym i węglem. Po modernizacji kotły opalano wyłącznie paliwem płynnym. Każdy zespół turbin za pośrednictwem własnej przekładni redukcyjnej napędzał swoją linię wału napędowego, zakończoną pojedynczą, trójpłatową śrubą napędową. Układ napędowy generował maksymalną moc wynoszącą 90 000 KM, co pozwalało osiągnąć krążownikowi maksymalną prędkość prawie 36 węzłów. Zasięg jednostki wynosił 8500 Mm przy prędkości 10 węzłów, 6000 Mm przy 14 w. oraz 1000 Mm przy prędkości wynoszącej 23 węzły. Energię elektryczną na okręcie zapewniały dwa spalinowe generatory prądu stałego o mocy odpowiednio 66 i 88 kW. Generowały one prąd o napięciu 110 V, a zainstalowano je w przedziale maszynowni.
Zastosowany układ opancerzenia kadłuba obejmował pas pancerny o grubości 63,5 mm, łączący się z pokładem górnym, o długości 73,17 m oraz wysokości 4,87 m, z czego 0,84 m znajdowało się poniżej linii wodnej. Pas ten znajdował się na obu burtach i chronił pomieszczenia kotłowni oraz maszynowni przed pociskami dział kalibru do 102 mm. Wykonany był z dwóch warstw stali o wysokiej odporności na rozciąganie. Pokład główny jednostki pokryto płytami pancernymi o grubości 28,5 mm. Główne działa kal. 140 mm osłonięto maskami pancernymi o grubości 10 mm. Komory amunicyjne dział głównych zostały opancerzone płytami o grubości 32 mm, natomiast opancerzenie podajników amunicyjnych wynosiło 16 mm.

### Uzbrojenie i wyposażenie

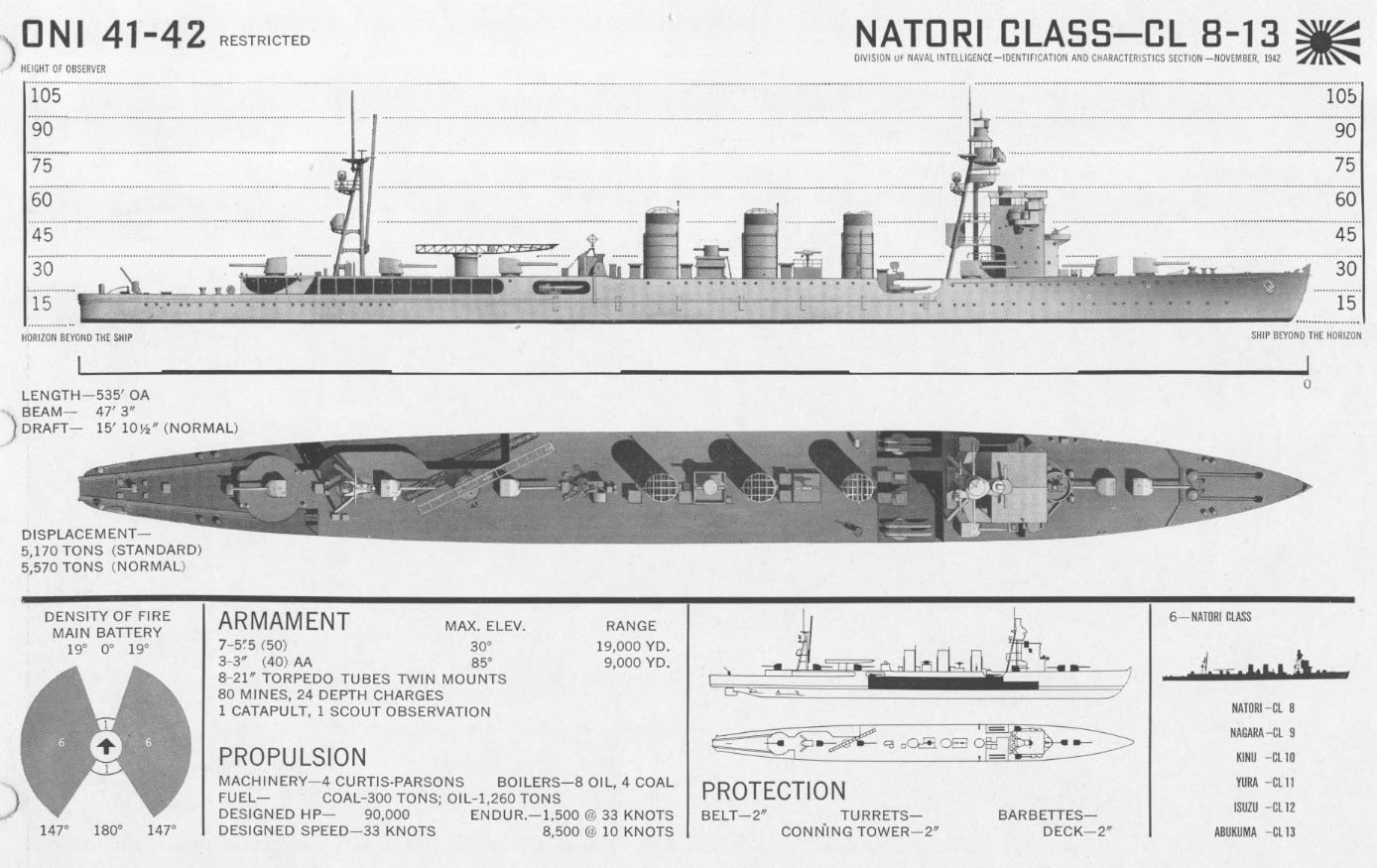
Sylwetka okrętów typu Nagara przed przebudową (poniżej schemat kątów ostrzału artylerii i schemat opancerzenia)

Okręt miał dwa maszty: jeden za dziobówką, a drugi na śródokręciu w okolicach rufy. Na dziobowym maszcie znajdował się dalocelownik Typu 13 służący do kierowania ogniem artyleryjskim, stanowisko dowodzenia artylerią i dwa reflektory. „Natori” miał dalmierz o bazie 4 metry. W kwietniu 1944 roku na krążowniku zamontowano radar ostrzegania powietrznego Typu 21.
Okręt wyposażono pierwotnie w platformę startową dla samolotu myśliwskiego Mitsubishi 1MF, znajdującą się na dziobie przed nadbudówką, z hangarem w nadbudówce, która nie okazała się jednak praktyczna i nie była używana. Platforma ta została zastąpiona między lipcem 1931 a wrześniem 1932 roku przez obrotową katapultę dla wodnosamolotów typu Kure Nr 2 Model 3 zamontowaną na pokładówce rufowej. Mimo to, platforma startowa została usunięta na tym okręcie dopiero w 1934 roku. Od czasu instalacji katapulty okręt używał wodnosamolotów Nakajima E8N lub Kawanishi E7K. Ostatni typ samolotu używany był wtedy, gdy okręt pełnił rolę jednostki flagowej.
W momencie wejścia do linii krążownik uzbrojony był w siedem głównych dział okrętowych L/50 Typ 3 kalibru 140 mm, w pojedynczych stanowiskach osłoniętych maskami pancernymi. Dwa działa umiejscowione były na dziobie, w układzie tandemu. Lufa działa numer jeden skierowana była w kierunku dziobu, zaś lufę działa numer dwa w położeniu marszowym skierowano na nadbudówkę. Po bokach nadbudówki ulokowano po jednym dziale (jedno na każdą burtę), zaś pozostałe trzy działa zamontowano wzdłuż płaszczyzny symetrii kadłuba – dwa stanowiska umiejscowiono za ostatnim kominem na śródokręciu, a ostatnie działo ulokowane było na rufie. Dla pięciu dział przewidziano zapas pocisków wynoszący 120 sztuk, zaś dla dwóch bocznych dział zapas ten wynosił 105 sztuk. Dodatkowo „Natori” dysponował dwiema armatami salutacyjnymi kal. 57 mm.
W zakresie uzbrojenia przeciwlotniczego „Natori” był wielokrotnie przezbrajany. W momencie wejścia do służby składało ono się z dwóch pojedynczych armat przeciwlotniczych kal. 76,2 mm (8 cm), zamontowanych po bokach pierwszego komina. Zapas amunicji dla każdej z armat wynosił 240 sztuk, była ona rozdzielnego ładowania. Uzbrojenie to uzupełniały dwa karabiny maszynowe Typu 3 kalibru 6,5 mm, umiejscowione pomiędzy drugim a trzecim kominem. Na przełomie 1931/1932 roku na okręcie zamontowano stanowisko poczwórnych wkm Hotchkiss kalibru 13,2 mm na platformie przed nadbudówką dziobową (początkowo były zainstalowane na platformie startowej, usuniętej w 1934 roku). Dwie armaty plot. kal. 76,2 mm zastąpiono dwoma podwójnymi stanowiskami karabinów maszynowych Typu 93 kal. 13,2 mm podczas remontu trwającego od czerwca 1936 roku do marca 1937 roku. Stanowiska te zastąpiono w 1940 roku podwójnymi stanowiskami dział Typu 96 kal. 25 mm. Jako jedyny okręt tego typu, „Natori” otrzymał w 1937 roku eksperymentalne podwójne stanowisko automatycznych armat plot. kal. 40 mm produkcji Vickersa. Karabiny kal. 6,5 mm zostały zastąpione na przełomie 1931/1932 roku przez dwa karabiny maszynowe Lewis kal. 7,7 mm. Podczas remontu, który odbywał się okresie od 1 czerwca 1942 do 31 marca 1943 roku, zdemontowano stanowiska artyleryjskie numer 5 i 7 kalibru 140 mm. W miejscu zdemontowanej armaty numer 7 zamontowano podwójne działo uniwersalne kalibru 127 mm Typu 89. Poprawiono także uzbrojenie przeciwlotnicze krążownika, montując na jego pokładzie dodatkowe stanowiska działek kal. 25 mm. Łącznie okręt miał 14 luf kal. 25 mm w układzie 2 × III, które znajdowały się nad rufowymi wyrzutniami torped, 2 × II ulokowane po bokach komina przedniego i 4 × I. Na „Natorim” zachowano poczwórne stanowisko karabinów kal. 13,2 mm.
Okręt miał także cztery podwójne wyrzutnie torped kalibru 610 mm, do których używano torped Typu 8. „Natori” miał także zainstalowane tory minowe dla 48 min morskich.

## Służba

### Okres międzywojenny
Okręt wprowadzono do służby 15 września 1922 roku w mieście Sasebo. Nazwa jednostki pochodzi od rzeki przepływającej w północno-wschodniej części Honsiu. „Natori” włączono w skład 5 Eskadry (jap. Sentai 5). W lutym i marcu 1923 roku okręt wraz z jednostkami flotylli operował na wodach Morza Południowochińskiego oraz odwiedził wyspy Ogasawara (dawne wyspy Bonin).
W 1925 roku jednostka została okrętem flagowym Sentai 5. Na przełomie marca i kwietnia tego samego roku okręt, wchodząc w skład Sentai 5, wraz 2 Flotyllą Niszczycieli udał się w rejs w okolice Qingdao oraz rzeki Jangcy. Od 1 maja 1926 roku do początku 1928 roku, krążownik przebywał w rezerwie w Sasebo. W roku 1928 okręt został jednostką flagową 2. Flotylli Niszczycieli. W grudniu tego samego roku jednostkę skierowano do Sentai 3. Przez okres roku krążownik operował w rejonie Qingdao i Qinhuangdao.
Od 30 listopada 1929 roku okręt znajdował się w rezerwie w Sasebo. Od lipca 1931 roku do września 1932 roku „Natori” przeszedł modernizację w Sasebo. Polegała ona między innymi na unowocześnieniu i przebudowie nadbudówki. 20 maja 1933 roku jednostka powróciła do Sentai 3, zaś 15 listopada tego samego roku okręt przeniesiono do Sentai 7. Od 15 maja do 15 czerwca 1934 roku w Sasebo okręt przeszedł kolejną modyfikację, polegającą na poprawieniu jego stateczności. W listopadzie 1934 roku „Natori” włączono w skład Sentai 8.
Od listopada 1935 roku do grudnia 1936 roku krążownik ponownie trafił do rezerwy w Sasebo. Dodatkowo od 9 czerwca 1936 roku do 20 marca 1937 roku, okręt przeszedł modernizację, podczas której wzmocniono kadłub, zaś dwa działa plot. kal. 76,2 mm zastąpiono dwoma podwójnymi stanowiskami karabinów maszynowych kal. 13,2 mm. Poczwórne stanowisko wkm kal. 13,2 mm na dziobówce zostało zastąpione przez eksperymentalne, podwójne stanowisko armat plot. kal. 40 mm produkcji Vickersa. Po remoncie „Natori” powrócił w skład Sentai 8. W czerwcu 1937 roku okręt wraz z Sentai 8 operował w rejonie Szanghaju. Związane to było z wybuchem wojny chińsko-japońskiej. W listopadzie tego samego roku krążownik wspierał desant w okolicach Hangzhou. 22 listopada 1937 roku jednostka ponownie trafiła do rezerwy.
15 grudnia 1938 roku okręt włączono w siły Sentai 9, gdzie operował w na wodach chińskich aż do 15 listopada 1939 roku, kiedy to okręt skierowano do rezerwy. W czasie jego postoju poddano go modyfikacji. W 1940 roku „Natori” mianowano jednostką flagową 5. Flotylli Niszczycieli (5. FN).

### Lata 1941–1942
W styczniu oraz lutym 1941 roku okręt bazował w Sajgonie (obecnym Ho Chi Minh). W kwietniu tego samego roku okręt wraz z siłami 5. FN wszedł w skład Trzeciej Floty bazującej na Tajwanie. W lipcu i sierpniu 1941 roku okręt uczestniczył w zajęciu Indochin Francuskich. W grudniu 1941 roku okręt uczestniczył w eskorcie okrętów transportowych z piechotą, które 10 grudnia lądować miały w okolicach Aparri. W dniu planowanego desantu okręt został zaatakowany przez grupę trzech bombowców Boeing B-17 Flying Fortress. W wyniku ataku jednostka odniosła lekkie uszkodzenia. Pod koniec grudnia okręt wszedł w skład 2 Zespołu Eskortowego kadm. Chūichi Hara. 31 grudnia 1941 roku okręt opuścił Magong jako eskorta ponad 40 okrętów transportowych.
8 stycznia 1942 roku okręt uczestniczył w wysadzeniu desantu w Singorze, po czym powrócił do Magong. Krążownik brał udział w bitwie o Jawę. 18 lutego 1942 roku okręt wraz z ośmioma niszczycielami opuścił Camrahn i eskortował 56 statków transportowych z desantem na Banten. W późniejszym czasie, przed lądowaniem desantu do eskorty dołączyła bliźniacza „Yura” wraz z kolejnymi niszczycielami. W nocy 1 marca 1942 roku okręt wraz z eskortowanymi jednostkami inwazyjnymi natknął się na dwa alianckie krążowniki USS „Houston” (CA-30) oraz HMAS „Perth”. „Natori”, jako jeden z najbliżej znajdujących się okrętów japońskich, rozpoczął walkę z okrętami alianckimi. W czasie bitwy w Cieśninie Sundajskiej oba okręty alianckie zostały zatopione. 10 marca 1942 roku okręt przydzielono do Sentai 16. W kwietniu okręt holował uszkodzony w wyniku ataku torpedowego okrętu USS „Seawolf” (SS-197), krążownik „Naka”.
Od 22 czerwca tego samego roku okręt patrolował cieśninę Malakka. Podczas wchodzenia do bazy morskiej w Surabai 22 sierpnia 1942 roku, okręt otarł się kadłubem o wrak, w wyniku czego doznał uszkodzeń kadłuba. Po dokonaniu prowizorycznych napraw, okręt udał się do Sasebo na remont. Od października do grudnia okręt operował w rejonie Makasaru, zaś 3 listopada okręt uczestniczył w desancie na wyspy Tanimbar.

### Lata 1943–1944
W styczniu 1943 roku okręt miał holować uszkodzony torpedowiec „Tomozuru”, jednak 9 stycznia „Natori” w odległości około 18 Mm od wyspy Ambon został zaatakowany przez amerykański okręt podwodny USS „Tautog” (SS-199). Dwie wystrzelone torpedy trafiły w rufę krążownika. Eksplozja spowodowała oderwanie się od reszty kadłuba 20-metrowej części rufy. Krytycznie uszkodzona jednostka z trudem dotarła do zatoki Ambon. 21 stycznia tego samego roku okręt został zaatakowany ponownie przez grupę bombowców Consolidated B-24 Liberator. Krążownik doznał poważnych uszkodzeń, głównie w rejonie kotłowni numer dwa. Zginęło 20 członków załogi. Tego samego dnia okręt w eskorcie torpedowca i stawiacza min opuścił zatokę. Od 23 do 27 stycznia 1943 roku okręt naprawiano w Makassarze, następnie poddano go naprawie w Singapurze w dniach 2 lutego do 30 kwietnia tego samego roku. Od 1 czerwca 1943 roku aż do 31 marca 1944 roku okręt przechodził remont kapitalny oraz modernizację.
W czasie modernizacji na przełomie lat 1943–1944, na okręcie zdemontowano m.in. działa główne nr 5 i 7, zamontowano zdwojoną armatę przeciwlotniczą kal. 127 mm oraz zwiększono liczbę działek plot. kal. 25 mm. 15 maja 1944 roku okręt mianowano okrętem flagowym 3. Flotylli Niszczycieli. W okresie od czerwca do sierpnia 1944 roku, okręt wykonywał rejsy operacyjne pomiędzy Palau a Davao. 10 sierpnia tego samego roku okręt opuścił Manilię jako eskorta statku transportowego w kierunku Palau.
18 sierpnia 1944 roku około godziny 03:00 podczas opuszczania cieśniny San Bernardino okręt został trafiony torpedą z okrętu podwodnego USS „Hardhead” (SS-365). W wyniku trafienia doszło do zalania przedziałów oraz wybuchu licznych pożarów. Około godziny 03:30 okręt otrzymał trafienie drugą torpedą w prawą burtę, w okolice masztu rufowego. Przez kilka godzin załoga starała się uratować krążownik, jednak ten nabierał wody coraz szybciej. O godzinie 07:00 zaczęto opuszczać jednostkę. Kilka minut po godzinie 07:00 okręt zatonął na pozycji 12°05′S 129°26′E/-12,083333 129,433333. Zginęło 330 członków załogi, uratowano zaś 194 marynarzy. „Natori” został skreślony ze stanu floty 10 października 1944 roku.